# Блей, Пол
Хаймен Пол Блей (англ. Hyman Paul Bley; 10 ноября 1932[…], Монреаль, Квебек — 3 января 2016[…], Черри-Вэлли, Нью-Йорк) — джазовый пианист, известный своим вкладом в движение свободного джаза 1960-х годов, своими нововведениями в стиль игры джаз-трио, а также своими ранними выступлениями на синтезаторах Moog и Arp. Его музыка была описана Беном Рэтлиффом из New York Times как «глубоко оригинальная и эстетически агрессивная». Богатое творческое наследие Блея включает в себя записи с 1950-х годов до его сольных фортепианных записей 2000-х годов.

## Детство и юность
Блей родился в Монреале, Квебек, 10 ноября 1932 года. Его приемными родителями были Бетти Маркович, иммигрантка из Румынии, и Джозеф Блей, владелец фабрики вышивки, который назвал приемного сына Хайманом. Подростком он сменил имя на «Пол», думая, что девушкам это будет нравиться больше. Намного позже, в 1993 году, родственник из нью-йоркской ветви семьи Блей посетил джаз-клуб Sweet Basil в Нью-Йорке, когда там играл Блей, и сообщил ему, что его приемный отец на самом деле был и его биологическим отцом.
В пять лет Блей начал учиться игре на скрипке. В семь лет, после того, как его мать развелась с отцом, он решил переключиться на фортепиано. Блей оказался очень талантлив, к одиннадцати годам он уже получил малый диплом Консерватории Макгилла в Монреале. В тринадцать лет он сформировал группу, которая играла летом на курорте Сент-Агат-де-Мон в Квебеке. Подростком Пол уже играл с гастролирующими американскими группами, включая Tramp Band Ала Коуэнса (англ. Al Cowans). В 1949 году, когда Блей пошел в последний класс средней школы, Оскар Питерсон попросил Блея выполнить за него его контракт в зале Alberta Lounge в Монреале. В следующем году Блей уехал из Монреаля в Нью-Йорк и поступил в Джульярдскую школу музыки. Блей прожил в Соединенных Штатах всю свою сознательную жизнь, но никогда не отказывался от канадского гражданства.

## 1950-е
В 1951 году, во время летних каникул в Джульярдской школе, Блей вернулся в Монреаль, где принял участие в организации Montreal Jazz Workshop. В 1953 году Блей пригласил бибоп-саксофониста и композитора Чарли Паркера в Montreal Jazz Workshop, где он играл и записывался вместе с ним, сделав пластинку Charlie Parker Montreal 1953. Когда Блей вернулся в Нью-Йорк, он нанял Джеки МакЛина, Эла Левитта и Дага Уоткинса, чтобы они отыграли вместе с ним расширенный концерт в Copa City на Лонг-Айленде.
С начала 1950-х до 1960-х Блей сделал серию записей трио с Элом Левиттом и Питером Индом. В 1954 году записи этого трио вошли в альбом «Пол Блей», завоевавший большой успех. В 1953 году агентство Shaw Agency пригласило Блея и его трио в тур с Лестером Янгом, на афишах было написано «Лестер Янг и трио Пола Блея». В то время Пол Блей еще выступал с тенор-саксофонистом Беном Вебстером, а также дирижировал оркестром басиста Чарльза Мингуса для альбома «Charles Mingus and His Orchestra». В 1953 году Мингус спродюсировал альбом «Знакомство с Полом Блейем» (англ. "Introducing Paul Bley") для своего лейбла Debut Records, Мингус играл на басу, а на барабанах играл Арт Блейки. Позже, в 1960 году, Блей снова записался с группой Чарльза Мингуса.
В 1954 году Блею позвонил Чет Бейкер и пригласил его сыграть с квинтетом Бейкера в Jazz City в Голливуде, Калифорния, в марте. Затем последовал тур с певицей Дакотой Стейтон.
Журнал Down Beat Magazine взял интервью у Блея для своего номера от 13 июля 1955 года. Загадочное название статьи гласило: «Пол Блей: джаз вот-вот будет готов к новой революции» (англ. "PAUL BLEY, Jazz Is Just About Ready For Another Revolution"). В статье, перепечатанной потом в выпуске к 50-летию Down Beat, Блей сказал: «Я хотел бы писать более длинные формы, я хотел бы писать музыку без аккордового центра».
Трио Блея с Хэлом Гейлором и Ленни МакБрауни в 1956 году гастролировало по США и Мексике. Кульминацией тура стало приглашение отыграть концерт в канун 1956 года в доме Люсиль Болл и Деси Арнаса в Палм-Спрингс. Вечером Блей потерял сознание на сцене, у него обнаружилась кровоточащая язва желудка. Люси немедленно отвезла его в больницу Палм-Спрингс, где оплатила все медицинские услуги.
В том же году Пол Блей женился на джазовой пианистке и композиторе Ловелле Мэй Борг, после этого она сменила имя и стала Карлой Блей.
В 1957 году Блей остался в Лос-Анджелесе, где играл в клубе Hillcrest. К 1958 году его первоначальная группа с гитаристом Дэйвом Пайком превратилась в квинтет, в который Блей нанял молодых музыкантов-авангардистов: трубача Дона Черри, альт-саксофониста Орнетта Коулмана, басиста Чарли Хейдена и барабанщика Билли Хиггинса.

## 1960-е годы
В начале 1960-х Блей играл в трио с Джимми Джиффре и Стивом Суоллоу. В его репертуар входили произведения самого Блея, Джиффре, а также Карлы Блей. Музыка коллектива привносила новые веяния в камерый джаз и свободный джаз. Европейское турне «The Giuffre 3» в 1961 году шокировало публику, ожидавшую бибопа, а получившую свободный джаз. Впрочем, многие композиции из сыгранных в турне стали классикой свободного джаза.
В то же время Блей гастролировал и записывался с тенор-саксофонистом Сонни Роллинзом, кульминацией записей стал альбом «Sonny Meets Hawk!» лейбла RCA Victor с еще одним тенор-саксофонистом Коулменом Хокинсом. Пэт Метени назвал соло Блея в All The Things You Are с этого альбома «выстрелом, который слышали во всем мире».
В 1964 году Блей сыграл важную роль в формировании Гильдии джазовых композиторов (англ. Jazz Composers Guild) — организации, объединившей тогда многих свободных джазовых музыкантов Нью-Йорка: Билла Диксона, Розуэлла Радда, Сесила Тэйлора и других. Гильдия организовывала еженедельные концерты и создала форум для «Октябрьской революции» 1964 года. Очень известная композиция Turning Point, выпущенная лейблом Improvising Artists в 1975 году, была записана в 1964 году, когда Блей пригласил Джона Гилмора, Гари Пикока и Пола Мотиана для выступления в Вашингтонском университете.
В конце 1960-х Блей стал пионером в использовании синтезаторов Moog и Arp, дав первое концертное выступление на синтезаторе в Нью-Йоркской филармонии 26 декабря 1969 года. Это выступление «Bley-Peacock Synthesizer Show» вместе с певицей и композитором Аннетт Пикок имело большой успех. За ним последовали их совместные записи Dual Unity и Improvisie, подписанные как «Annette & Paul Bley». Запись Improvisie была французским выпуском двух расширенных импровизационных треков с Блейем на синтезаторах, вокалом и клавишными Пикок и перкуссией голландского барабанщика Хана Беннинка, который также участвовал в записи Dual Unity.

## 1970-е годы
В 1972 году продюсер Манфред Эйхер выпустил первую сольную фортепианную запись Блея «Open, to Love» на лейбле ECM. Блей также выпустил альбом трио Paul Bley & Scorpio для лейбла Milestone Records в 1972 году, на котором он играет на двух электропианино и синтезаторе Arp. В 1974 году Блей и видеохудожник Кэрол Госс — его вторая жена — основали продюсерскую компанию Improvising Artists, также известную как IAI Records & Video. Лейбл выпустил акустические записи многих знаменитых импровизаторов двадцатого века, а также альбом электрического квартета Jaco — дебютную запись Пэта Метени на электрогитаре и Джако Пасториуса на электрическом басу, с Блейем на электрическом пианино и Брюсом Дитмасом на барабанах. Еще записи и видео IAI включают выступления Джимми Джиффре, Ли Коница, Дэйва Холланда, Мэриона Брауна, Гюнтера Хэмпела, Лестера Боуи, Стива Лейси, Рэна Блейка, Перри Робинсона, Наны Васконселоса, Бадала Роя, Джона Гилмора, Гари Пикока, две сольные фортепианные записи Sun Ra и другие. Блей и Кэрол Госс указаны в статье журнала Billboard как авторы первого коммерческого «музыкального видео». Госс делала живые видеозаписи с артистами IAI Records, проецируя изображения с аналоговых видеосинтезаторов во время их выступлений. Кроме того, ее видеоарт часто сопровождается сольной фортепианной музыкой Пола Блея, а также записями его «электрической» группы, некоторые из которых не изданы на аудионосителях.

## 1980-е годы
В 1981 году Блей был снят в канадском документальном фильме Рона Манна «Представь звук» (англ. Imagine the Sound), в котором он обсуждает эволюцию фри-джаза и свою музыку в этом контексте. В 1980-х Блей начал записываться для нескольких лейблов в разных форматах, включая сольные фортепианные альбомы: Tears для Owl Records, Tango Palace для Soulnote, Paul Bley Solo для Justin Time Records, Blues for Red для Red Records; дуэт Diane с Четом Бейкером для лейбла Steeplechase; The Montreal Tapes с Чарли Хейденом и Пол Мотианом для Verve, Fragments с Джоном Серманом, Биллом Фризеллом и Полом Мотианом для ECM и еще три новых записи с Джимми Джиффре и Стивом Суоллоу для Owl Records, а также другие записи.

## 1990-е годы
Блей продолжал гастролировать по Европе, Японии, Южной Америке и США, много записываясь сольно и с широким спектром ансамблей. За несколько лет он записал более восьми альбомов. Примечательно, что Блей снова записал и свою игру на синтезаторе, запись называлась Synthesis. В 1993 году на Международном джазовом фестивале в Монреале была проведена серия концертов в честь Пола Блея.
В 1990-х Блей также устроился на полставки преподавателем Музыкальной консерватории Новой Англии, где он был преподавателем Сатоко Фудзии и Ицхака Йедида. Он часто встречался и общался со студентами в кафе, поскольку считал, что они уже умеют играть, но нуждаются в руководстве в жизни.
Американская телекомпания Bravo и французская Arte в 1998 году совместно создали часовой фильм-биографию Поля Блея.
В 1999 Блей опубликовал автобиографию под названием «Остановливая время: Пол Блей и трансформация джаза» (англ. Stopping Time: Paul Bley and the Transformation of Jazz).

## 2000-е годы
В 2001 году Национальный архив Канады приобрел архивы Блея. В 2003 году была опубликована книга Time Will Tell, основанная на интервью Блея, взятом музыковедом Норманом Миханом. Это было глубокое обсуждение импровизации. В 2008 году Блей стал членом Ордена Канады. В 2009 году была опубликована книга «Пол Блей: Логика случая», написанная на итальянском языке джазовым пианистом Арриго Каппеллетти и переведенная на английский джазовым пианистом Грегом Бёурком. Помимо сольных туров по США и Европе, Блей выпустил несколько сольных фортепианных записей, включая Basics, Nothing to Declare, About Time, Solo in Mondsee и Play Blue - Oslo Concert. Последние публичные выступления Пола Блея состоялись в 2010 году, когда он сыграл сольный фортепианный концерт на джазовом фестивале La Villette в Париже, за которым последовал дуэт с Чарли Хэйденом в Нью-Йорке. Пол Блей умер естественной смертью 3 января 2016 года дома в Стюарте, Флорида, в возрасте 83 лет.